# Coaching immobilier
 (novembre 2020).
Le coaching immobilier est une méthode de vente immobilière née au Canada qui permet au propriétaire vendeur d'un bien immobilier (maison, appartement, commerce) de se voir former, conseiller et assurer une stratégie de communication, afin de traiter avec l'acheteur sans intermédiaire.
L'amalgame est souvent fait entre deux écoles différentes de coaching immobilier : d'une part un coach qui épaule l'acheteur dans la recherche d'un bien (qui s'apparente au métier de chasseur immobilier) ; d'autre part un coach qui aide le vendeur à trouver son acheteur.
En 2016, les fonctions immobilières sont distinguées ainsi : l'agent immobilier, ou négociateur, vend un bien pour lequel il a obtenu un mandat, le coach immobilier vend une aide à la mise en vente (de particulier à particulier), le chasseur immobilier aide l'acheteur à trouver le bien qui lui correspond. Le coaching immobilier est donc exclusivement un service de conseils.

## Rémunération
En général deux formules sont proposées : 
- Prestations fixes et forfaitaires.
- Prestations à la carte.

## Fonctionnement
Le coaching immobilier est l’accompagnement du propriétaire dans ses démarches et actions en optimisant sa technique de vente. En fonction des entreprises, les outils varient mais comprennent souvent plusieurs étapes : 
Il faut d’abord définir le prix puis valoriser le bien afin d’éviter les négociations grâce aux compétences et aux outils spécifiques du coach immobilier qui sont mises à disposition du vendeur. 
Il est également important de rédiger une annonce qui se démarque grâce à une rédaction précise et des photos professionnelles qui mettent le bien en valeur. 
Il faut également constituer le dossier réglementaire, avec les pièces indispensables et les diagnostics obligatoires. 
Ensuite, vous définirez avec votre coach immobilier la stratégie de vente à mettre en œuvre et les outils de communication à utiliser.
Enfin, vous apprendrez à faire visiter votre bien pour connaitre les points et les arguments à mettre en avant et savoir comment répondre efficacement aux questions des acquéreurs, et ainsi permettre de déclencher une offre d'achat.
Toutes ces étapes ont pour unique but, de sécuriser la transaction et permettre une vente rapide, tout en vous laissant acteur de votre vente.

## Préparation de l'espace
Le service d'organisation de l'espace est proche d'une prestation de Home Staging (en français, valorisation immobilière) : il s'agit de la présentation valorisante du bien au futur acquéreur. N'étant pas un intermédiaire de la vente, le coach immobilier ne fait pas visiter les biens, mais il donne des conseils et élabore avec le vendeur une stratégie afin d'augmenter les chances de déclencher une offre d'achat.

## Mise en vente de l'espace
Les outils professionnels sont des services tels que :
- un espace de vente sur le site de l'entreprise ;
- un panneau « À vendre » personnalisé ;
- des photos professionnelles ;
- des annonces dans les journaux ;
- une multidiffusion Internet sur des sites partenaires ;
- une campagne personnalisée de mots clés.

## Suivi de la vente
Le coach immobilier suit le déroulement de la vente tout au long de la transaction et donne des conseils d'ordre légal. Il est aux côtés de ses clients jusqu'à la vente, sans pour autant intervenir dans la négociation ou la rédaction du compromis.

## Modalités d'intervention
Le coach immobilier n'est pas dans l'obligation de détenir une carte professionnelle (normalement délivrée sous conditions par les chambres de commerce et d'industrie), contrairement au régime légal de l'agent immobilier et du chasseur immobilier (qui fournit une aide à l'acheteur).
Stipulée par la répression des fraudes en 2007 à la suite d'une convocation de la FNAIM, cette non-obligation vient du fait que le coach immobilier divulgue les coordonnées des particuliers vendeurs par voie de presse et, par conséquent, qu'il ne se livre à aucune activité d'intermédiation entre propriétaire vendeur et acquéreur, il n'agit donc pas en tant que professionnel au sens de la Loi Hoguet (du 2 janvier 1970), ce qui ne nécessite aucune carte professionnelle. Si le coach immobilier détenait une carte, il lui serait interdit de toucher de l'argent avant la vente, et donc ne pourrait pas, dans la plupart des cas, exercer son activité.
En date du 2 novembre 2020 le Tribunal de Commerce de Paris a rendu sa décision dans l’affaire opposant les agents immobiliers au coaching en immobilier. En effet, le syndicat des agents immobilier a été débouté de sa requête pour exercice illégal de la profession d’agent immobilier à l'encontre d'un des acteurs du coaching en immobilier. Par cette décision la justice confirme, si besoin était, la légalité du coaching en immobilier et qu’il s’agit bien d’une alternative au schéma classique de la vente via les agences immobilières et autres réseaux de mandataires.
Dans deux arrêts du 18 novembre 2022, la cour d’appel de Paris réitère cette décision, confirmant une nouvelle fois la conformité légale de la pratique du coaching immobilier.

### Articles associés
- Coaching en décoration